# Centruroides galano
Espèce
Synonymes
- Centruroides melanodactylus galano Teruel, 2001

Centruroides galano est une espèce de scorpions de la famille des Buthidae.

## Distribution
Cette espèce est endémique de la province de Holguín au Cuba. Elle se rencontre vers Rafael Freyre sur le Cerro Galano et Las Tinajitas.

## Description
Le mâle holotype mesure 39,1 mm, les mâles mesurent de 32,1 à 39,1 mm et les femelles de 33,8 à 37,9 mm.

## Systématique et taxinomie
Cette espèce a été décrite sous le protonyme Centruroides melanodactylus galano par Teruel en 2001. Elle est élevée au rang d'espèce par Teruel en 2007.

## Étymologie
Son nom d'espèce lui a été donné en référence au lieu de sa découverte, le Cerro Galano.

## Publication originale
- Teruel, 2001 : « Tres nuevas especies de Centruroides (Scorpiones: Buthidae) de Cuba. » Revista Ibérica de Aracnología, no 3, p. 93-107 (texte intégral).